# Vorwärts-Stadion
El Vorwärts-Stadion también llamado EK Kammerhofer-Arena por razones de patrocinio, es un estadio de fútbol ubicado en la ciudad austriaca de Steyr, en el estado de Alta Austria. En él juega el club SK Vorwärts Steyr de la 2. Liga de Austria. El estadio fue inaugurado el 20 de septiembre de 1986 y posee una capacidad de 6000 asientos.
El estadio inaugurado el 20 de septiembre de 1986 consiste en dos gradas cubiertas (Fantribüne en el sur y el oeste) y dos gradas abiertas con una capacidad de 6.000 visitantes, en 2007 siguió una renovación y en julio de 2018 la instalación de un sistema de riego.
En febrero de 2021, el club anunció que el estadio se modernizaría ampliamente. El plan es renovar el césped y dotar la cancha con calefacción por suelo radiante, además de nuevas cabinas de prensa, un restaurante y zona VIP.
El estadio se utilizó en el Campeonato Europeo de la UEFA Sub-19 de 2007, se jugaron 3 partidos de la fase de grupos y la semifinal entre Alemania y Grecia (2-3).

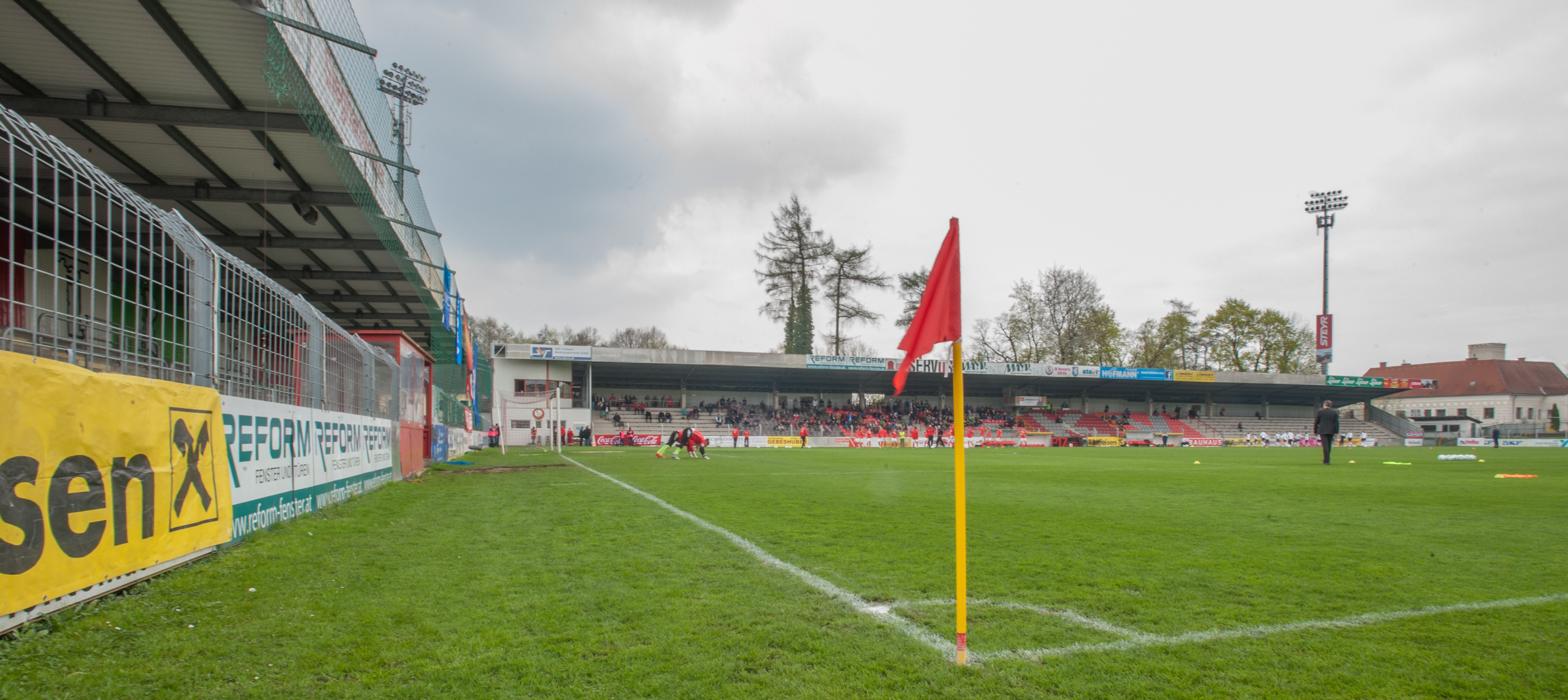